# Jan Kapistran
Jan Kapistran, wł. Giovanni da Capestrano (ur. 24 czerwca 1386 w Capestrano w Abruzji, zm. 23 października 1456 w mieście Uliak nad Dunajem) – franciszkanin obserwant (OFM), kaznodzieja, założyciel klasztorów Braci Mniejszych Obserwantów, święty Kościoła katolickiego.
Sam nadał sobie przydomek świętego żołnierza, gdy w wieku 70 lat, w 1456 poprowadził krucjatę przeciwko imperium osmańskiemu w czasie bitwy pod Belgradem. Jako święty katolicki został ogłoszony patronem prawników. Jego imieniem nazwano dwie fundacje misji franciszkańskich w Ameryce Północnej: Mission San Juan Capistrano w Południowej Kalifornii oraz Mission San Juan Capistrano w San Antonio w Teksasie.

## Wczesne lata
Swoje nazwisko wziął od nazwy miejscowości, w której przyszedł na świat – Capestrano w diecezji Sulmona w Abruzji, w Królestwie Neapolu. Jego ojciec przybył do Włoch z dworem Ludwika I Andegaweńskiego, króla Neapolu. Jan z Kapistranu, studiując prawo na uniwersytecie w Perugii, uczęszczał na wykłady Baldusa de Ubaldis. Był żonaty i piastował urzędy w miejskim magistracie. W 1412 król Neapolu Władysław Andegaweński mianował go gubernatorem Perugii, niespokojnego lenna papieskiego, które potrzebowało silnej ręki, by zaprowadzić w nim porządek. Gdy w 1416 wybuchł spór pomiędzy Perugią i rodziną Malatesta, Jan z Kapistranu został wysłany jako ambasador, by uzgodnić warunki pokoju. Malatesta uwięził go jednak. W czasie pobytu w niewoli Jan postanowił oddalić swą małżonkę, z którą małżeństwo nigdy nie zostało skonsumowane.

## Brat mniejszy i kaznodzieja
Wstąpił do zakonu franciszkanów razem z Jakubem z Marchii 4 października 1415. Nowicjat odbył pod okiem Honoriusza z Sergiano. Następnie ukończył teologię pod okiem świętego Bernardyna ze Sieny. W Zakonie odznaczał się ascetycznym zacięciem i ścisłym przestrzeganiem reguły Zakonu św. Franciszka. Otrzymawszy święcenia kapłańskie w 14 listopada 1418 r. W tym samym roku otrzymał od papieża Marcina V nominację na inkwizytora generalnego ds. walki z ruchem fraticellich i przeciw innym heretykom. Kapistran poszedł w ślady swego duchowego mistrza, św. Bernardyna ze Sieny, głosząc płomienne kazania w wielu miastach Półwyspu Apenińskiego. Jak inni znani kaznodzieje franciszkańscy ze szkoły ruchu odnowy zakonnej zapoczątkowanej przez Bernardyna ze Sieny, Jan z Kapistranu był aktywny w zachodniej i środkowej Europie, goszcząc w Niemczech, Bawarii, Czechach, Austrii, na Węgrzech, w Chorwacji, na Śląsku i w Polsce. Nawet duże świątynie nie były w stanie pomieścić tłumów przybywających, by słuchać przemawiającego Jana. Udokumentowano kazanie w Brescii, którego słuchało 126 tys. wiernych.
Pod koniec lat 20. włoscy obserwanci widzieli w Janie Kapistranie swojego lidera. W latach 1429–1430 występował on podczas kapituły generalnej Zakonu Braci Mniejszych w Asyżu, ujawniając się jako umiarkowany obserwant dążący do utrzymania jedności w Zakonie, a z drugiej strony przywiązany do ruchu reformy. Jego umiarkowanie potwierdziły kompromisowe konstytucje generalne z 1430, zwane Konstytucjami Marciniańskimi (od imienia papieża Marcina V), których był współredaktorem jako przewodniczący komisji legislacyjnej. Nie weszły one jednak w życie na skutek wydanej na prośbę franciszkanów konwentualnych przez papieża Marcina V bulli. Papież wydał jednak na wyraźne żądanie Kapistrana przywilej posiadania przez obserwantów własnego wikariusza generalnego i wikariuszy prowincjalnych zależnych od generała i prowincjałów. Włoscy obserwanci otrzymali zaś prawo samodzielnego zwoływania własnych kapituł generalnych niezależnie od kapituł generalnych całego Zakonu. Brał aktywny udział w życiu Zakonu. W 1443 został wikariuszem zakonnej familii cismontańskiej. W tym okresie ogłosił konstytucje dla obserwantów, zwane konstytucjami Góry Alwerni. Postanowił także o utworzeniu w każdej prowincji własnych obserwanckich studiów zakonnych. Zredagowana przez niego bulla papieska z 1446 ostatecznie utrwaliła autonomię obserwantów w Zakonie. Po zakończeniu kadencji wikariusza generalnego został wikariuszem prowincji Abruzji, po czym ponownie objął funkcję wikariusza generalnego obserwantów.
Od maja do września 1439 Jan Kapistran przebywał w Palestynie jako wizytator tamtejszych obserwantów. Wówczas pozyskał dla obserwantów od Stolicy Apostolskiej opiekę nad miejscami świętymi.
W 1451 na prośbę cesarza Fryderyka III wyruszył w charakterze legata papieskiego do krajów Europy środkowo-wschodniej z misją nawracania husytów i organizacji krucjaty antytureckiej.
W 1453 roku na prośbę Zbigniewa Oleśnickiego i króla Kazimierza IV Jagiellończyka, przybył do Krakowa gdzie głosił kazania na Rynku Głównym i w kościele Mariackim wzywając do pokuty i naprawy życia. W następstwie kaznodziejskiej działalności około 130 mieszkańców Krakowa zdeklarowało chęć wstąpienia do obserwanckiej gałęzi Zakonu Braci Mniejszych, dając początek nowej wspólnocie zakonnej. W 1454 roku powstał dla niej, dzięki kardynałowi Oleśnickiemu, który ofiarował miejsce pod Wawelem, klasztor i kościół pw. św. Bernardyna ze Sieny.

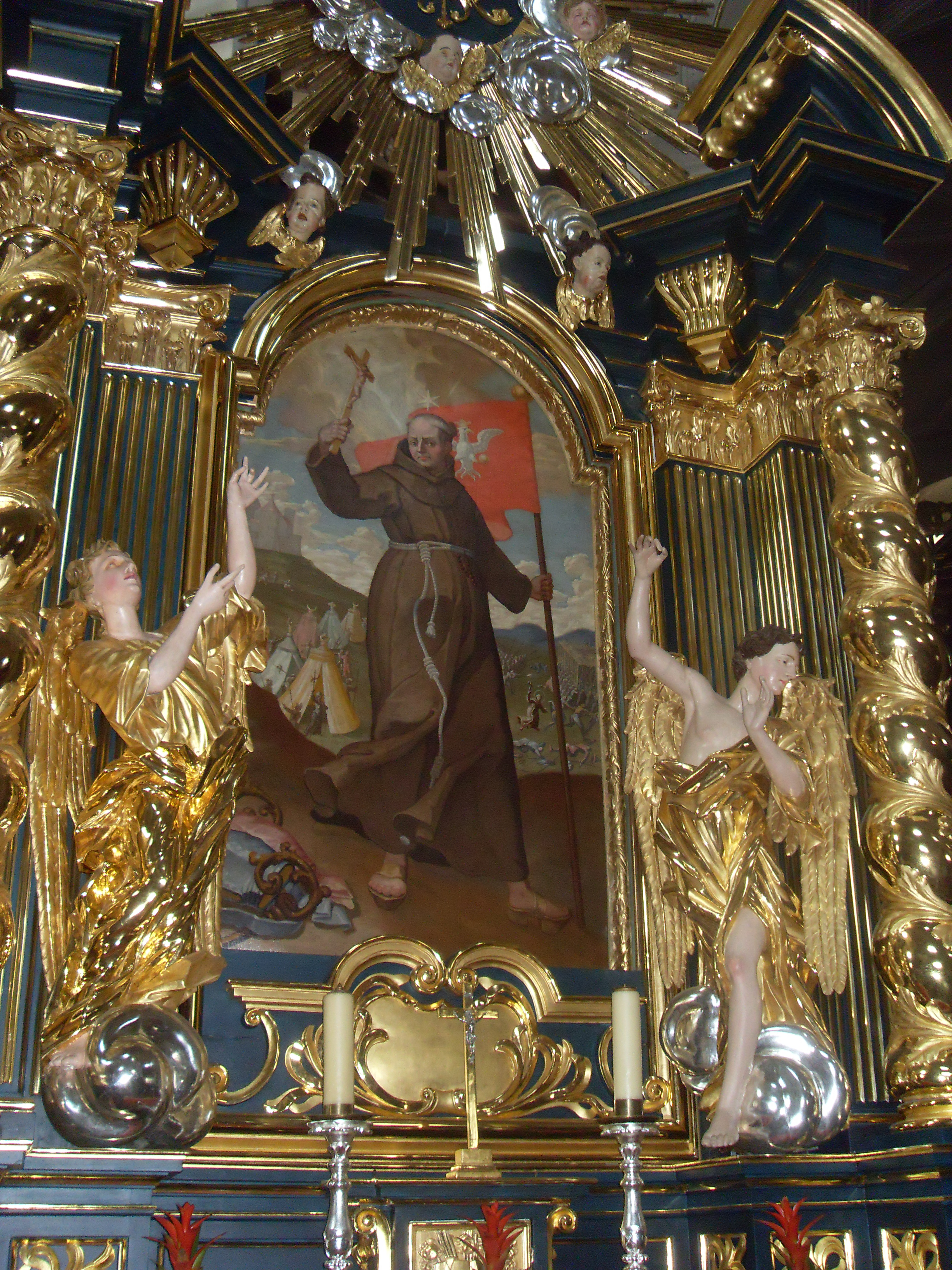
Ołtarz św. Jana Kapistrana z krakowskiego kość. oo. bernardynów na Stradomiu

Przebywając w Krakowie 10 lutego 1454 udzielił sakramentu małżeństwa królowi Kazimierzowi Jagiellończykowi z Elżbietą Rakuszanką. Było to spowodowane sporem pomiędzy prymasem Janem Sporowskim a kardynałem Zbigniewem Oleśnickim, co do tego, któremu z nich należy się ten przywilej.

## Reformator

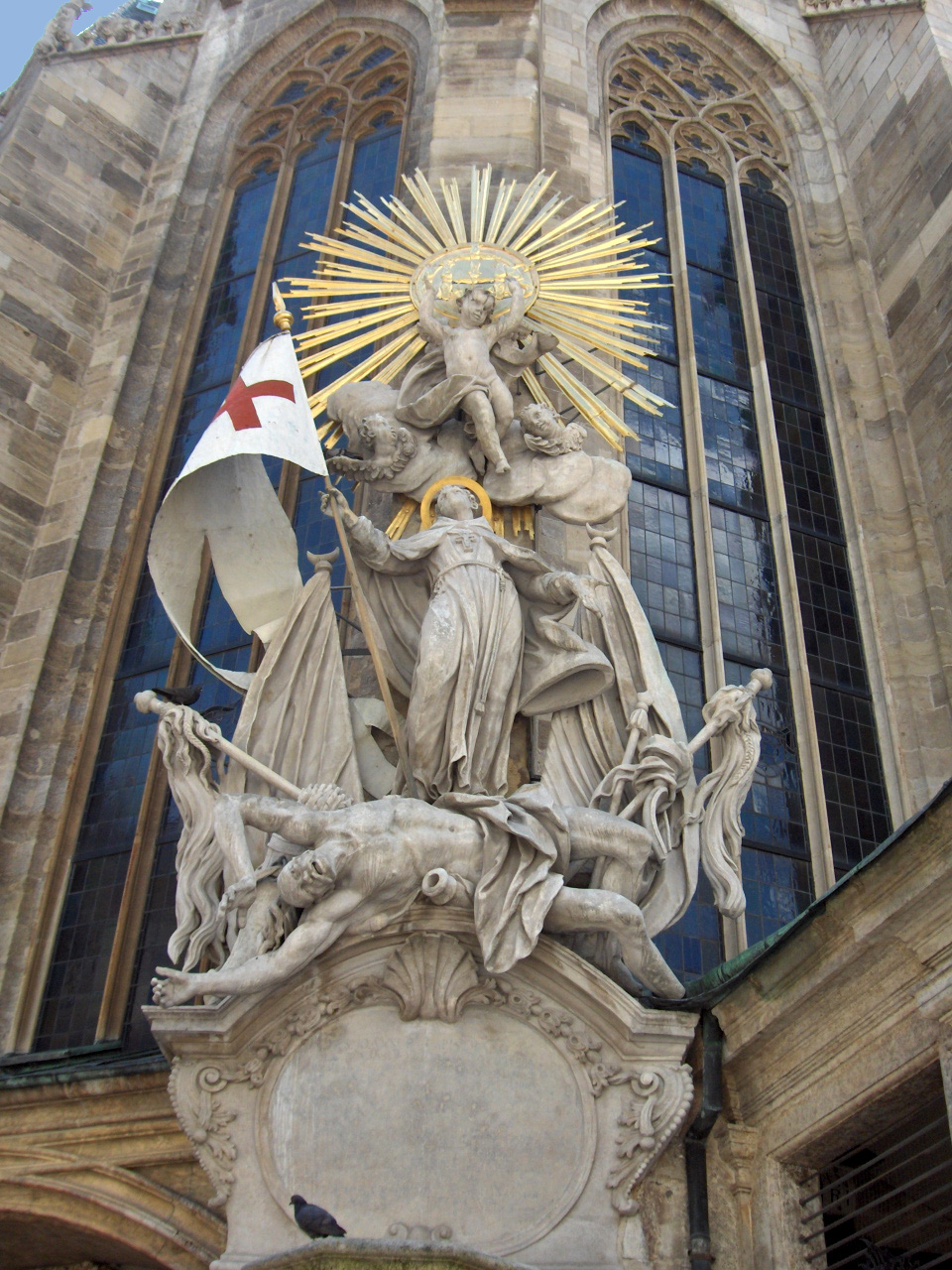
Ambona św. Jana Kapistrana (fragment), Katedra św. Szczepana w Wiedniu

Gdy Jan z Kapistranu nie głosił kazań, układał traktaty teologiczne przeciwko współczesnym mu herezjom. Ten okres życia świętego został bogato udokumentowany przez współczesnych mu biografów: Mikołaja z Fary, Krzysztofa Varese i Hieronima z Udine. Święty angażował się również u boku Bernardyna ze Sieny w przeprowadzaniu reformy swojego zakonu. Chodziło przede wszystkim o zmiany w ostrzejszym przestrzeganiu reguły i innych aktów prawnych wspólnoty minoryckiej.
W ramach propagowania reformy zakonnej w grudniu 1436 uzyskał dla Trzeciego Zakonu prawo organizowania się w regularne wspólnoty. Głosił następnie ideę Trzeciego Zakonu na terenie Czech i Polski, czego owocem było powstanie zakonu bernardynek.
W 1437 Jan Kapistran asystował przy tzw. koletańskiej reformie ubogich klarysek w Ferrarze.
Kapistran wzorował się także na Bernardynie ze Sieny w szerzeniu kultu Najświętszego Imienia Jezus. Gdy Bernardyn wraz z innymi franciszkanami został oskarżony przed komisją papieska o bałwochwalcze wzywanie imienia Jezus w jego obronie stanął Jan Kapistran, w wyniku czego kult Najświętszego Imienia Jezus uzyskał papieskie zatwierdzenie.
Święty Jan z Kapistranu był często wysyłany jako ambasador papieski przez papieży Eugeniusza IV i Mikołaja V. Do najbardziej znanych misji papieskich Jana z Kapistranu należą: misja do Mediolanu i Burgundii w charakterze legata papieskiego w 1439, do króla Francji w 1446, do Austrii w 1451. Jako nuncjusz apostolski odwiedził wszystkie części imperium potępiając ruch husycki.
Głosił także kazania przeciwko Żydom na Sycylii, na Morawach, w Mołdawii i w Polsce.

## Inkwizytor
Od 1426 sprawował funkcję inkwizytora generalnego przeciwko fraticellim, odłamowi zakonu franciszkanów uznawanemu za heretycki przez papiestwo, którego siedziby mieściły się w Marchii Ankońskiej. W 1449 r. wraz z Jakubem z Marchii skazał na śmierć kilkunastu fraticellich w Fabriano. W 1451 r., przed wyruszeniem na misję do Europy środkowej, jego mandat rozszerzono także na sekty wiklefitów i husytów, ale jego faktyczna działalność ograniczała się do kaznodziejstwa, m.in. ze względu na prohusyckie stanowisko króla Czech Jerzego z Podiebradów.
14 lutego 1453 roku Kapistran przyjechał do Wrocławia jako „inkwizytor generalny” i przebywał w nim do końca sierpnia. Wygłaszał tam po trzy kazania dziennie. Prawdopodobnie mówił po łacinie, co było tłumaczone na niemiecki i czeski. Jego kazania porywały ludzi do tego stopnia, że 22 lutego na Placu Solnym mieszczanie spalili na stosie takie zbytki jak lustra, maski, kości, karty do gry i szachy. W tym czasie (prawdopodobnie pod nieobecność Kapistrana, który z powodu choroby wyjechał na pewien czas do pałacu bpa Piotra Nowaka w Nysie) wrocławskich Żydów oskarżono o kradzież i profanację konsekrowanych hostii (współczesny stan wiedzy nie pozwala na ustalenie, czy nastąpiło to w rzeczywistości, czy było tylko pomówieniem). Przesłuchano ok. 320 Żydów (uczestniczył w nich Kapistran), część z nich poddano torturom. 41 osób skazano na karę śmierci, w tym 12 na kary dręczące, np. rozszarpywanie gorącym metalem (wg relacji XV-wiecznych procesowi przewodniczył Kapistran. Na jego polecenie 14 Żydów, których uznano za winnych, stracono ze szczególnym okrucieństwem, a licznym pozostałym dano wybór: przyjęcie chrztu lub spalenie na stosie. Chrzest przyjęło 20, pozostałych spalono). Po porozumieniu z Władysławem, królem Czech i Węgier, Jan Kapistran nakazał wygnać pozostałych we Wrocławiu Żydów, przy czym dzieci do lat 7 zostały ochrzczone i przekazane chrześcijanom.
Jan Kapistran bywa określany jako „bicz na Hebrajczyków”.

## „Święty żołnierz”
Po upadku Konstantynopola (1453), gdy Mehmed II Zdobywca zagrażał Wiedniowi i Rzymowi, papież Kalikst III wysłał Kapistrana, by zorganizował krucjatę przeciwko muzułmanom. W 1454 r. udało mu się zebrać dużą armię i wyruszył z nią na Belgrad. W 1456 r. walcząc u boku Jana Hunyady’ego padł ofiarą zarazy. Zmarł w pobliżu Ilok 23 października 1456. Jego relikwie zostały zniszczone w 1526 r. podczas kolejnego najazdu tureckiego.

## Kanonizacja
Proces kanonizacyjny Jana Kapistrana został ukończony za pontyfikatu Aleksandra VIII (1689–1691), a oficjalne ogłoszenie go świętym nastąpiło dopiero 4 czerwca 1724 za pontyfikatu Benedykta XIII. Wspomnienie zostało oficjalnie wprowadzone do Martyrologium Rzymskiego w 1890 r. Świętego wspominano wówczas w kalendarzu liturgicznym Kościoła rzymskokatolickiego 28 marca. Po reformie w czasach papieża Pawła VI w 1969 r. wspomnienie przeniesiono na 23 października – dzień śmierci świętego franciszkanina. 10 lutego 1984 papież Jan Paweł II ogłosił go patronem kapelanów wojskowych.